# Illésházy család
Az illésházai báró, illetve gróf Illésházy régi magyar nemesi család a Salamon nemzetségből, melynek férfiága 1838-ban, Illésházy Istvánnal kihalt.

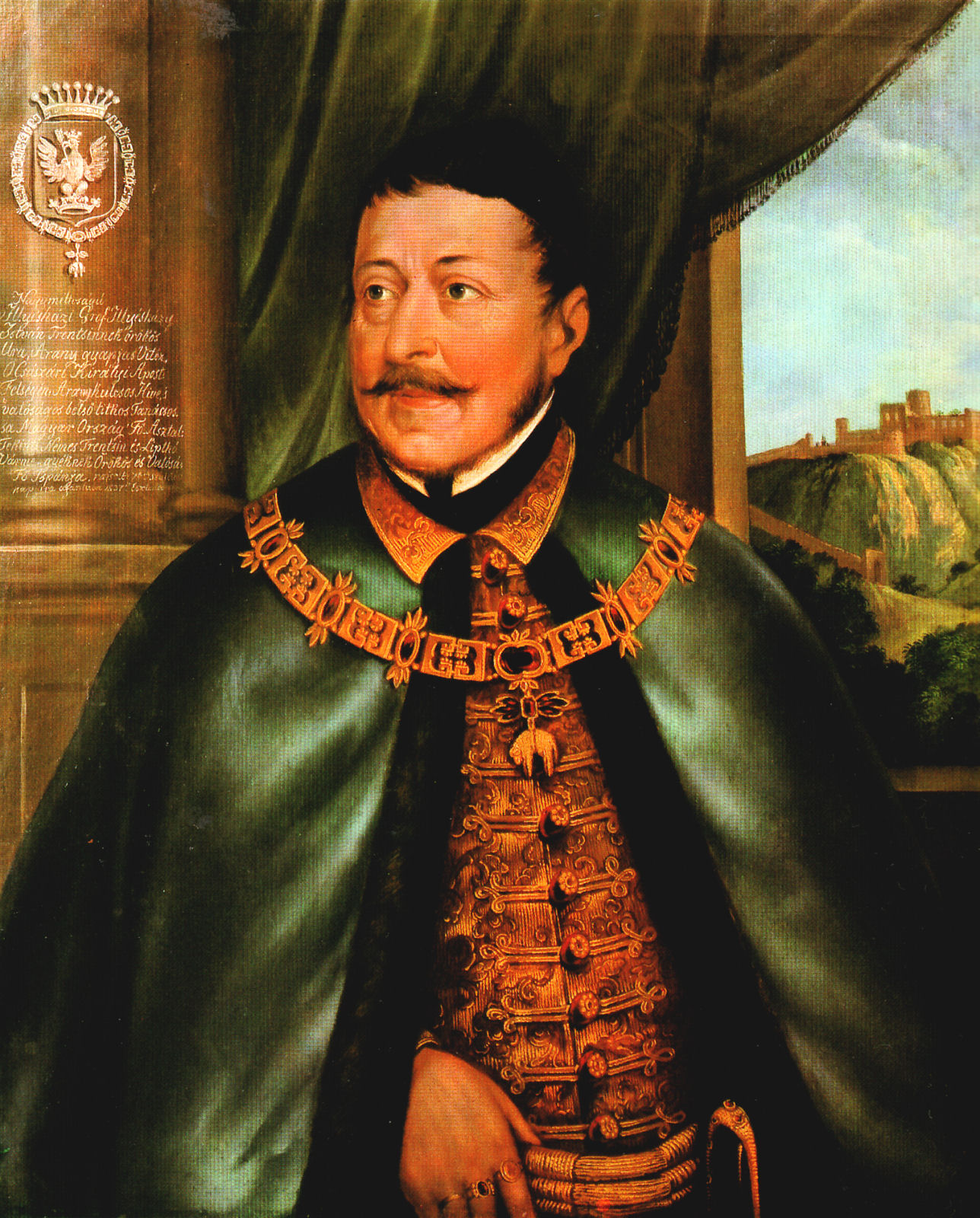
Illésházy István

## Története
Két monda is létezik a család eredetét illetően. Az egyik szerint a Salamon nemzetségből ered, mely szerint egy testvérpár egyike az Esterházy, míg másika az Illésházy családot alapította, de a másik hipotézis szerint viszont az Illés nemzetségből származik. Kutatók bebizonyították, hogy az előbbi legendának van valóságalapja, ugyanis e család valóban a Salamon nemzetségből származik. A vathai Salamon családból leszármazott Illés család egyik tagja, Illés alapította az Illésházy családot.[forrás?] Csiba Balázs szerint viszont az Illésházy család nem eredeztethető a Salamon nemzetségből.
1649-ben Illésházy Tamás és testvére, Ferenc bárói rangot nyertek, majd az előbbi Ferenc fia, Miklós emeltetett grófi rangra. Előnevüket ugyanazon településről vették, melyről neveztettek, a szlovákiai Illésháza községről. A családi kripta Trencsén városában található.

## Az eddig ismert családfa
Illésházy Illés
- A1 Mihály, (*1444)
  - B1 György, (*1505); 1. neje: Tankházy Margit; 2. neje: Vajas-Vattai Magdolna
    - C1 György, (1. házasságból) (+1526)
    - C2 Ferenc, (1. házasságból); neje: (1540) Csorba Ilona
      - D1 Farkas, (*1540)
      - D2 Pál
      - D3 Anna

    - C3 Katalin; (1. házasságból) férje: Ilméri Ferenc
    - C4 Zsófia; (1. házasságból) 1.férje: Oszlány János; 2. férje:  Marsovszky Mihály
    - C5 Tamás, (1. házasságból) 1. neje: Csebi Pogány Anna; 2. neje: Földes Zsófia
      - D1 Ferenc, (1. házasságból) (*1556); neje: Pataky Zsófia
        - E1 Ferenc; neje: Szirmay Katalin
          - F1 Tamás, Illésházai Illésházy báró
          - F2 Ádám
          - F3 Ferenc, Illésházai Illésházy báró; 1.neje: Peklér Mária; 2. neje: (1675) Ákosházai Sárkány Erzsébet
            - G1 Miklós, Illésházai Illésházy gróf, főispán, kancellár, (1653 - 1723); neje: kékkeöi gyarmati Balassa Erzsébet grófnő
              - H1 Anna Mária, (1694. július 4. - 1765. szeptember 14.); férje: (1719. október 3.) monoszlói monyorókeréki Erdődy László gróf (1693 - 1751. november 5.)
              - H2 József, Országbíró, (1700 - 1766); 1.neje: körösszeghi és adorjáni Csáky Franciska grófnő (+1728); 2.neje: (1739) Abensberg-Traun Mária Terézia Petronella[2] grófnő (1710 - 1790)
                - I1 Mária Terézia,[3] (2. házasságból) (1734. december 9. - 1807. április 29.); férje: (1749. szeptember 25.) németújvári Batthyány Ádám (1722. március 27. - 1787. október 25.)
                  - J1 ismeretlen fiú (Batthyány)
                    - K1 Fülöp

                - I2 János, (2. házasságból) (1736-1799);[4] neje: németújvári Batthyány Szidónia (elhunyt: Pozsony, 1816. márc. 8.) grófnő[5]
                  - J1 István, (Pozsony, 1762. április 30. – Baden bei Wien, 1838. július 30.); neje: Szalay Barkóczy Terézia grófnő
                  - J2 Josepha; férje: (1786) Franz Joseph von Windischgraetz gróf (1752 - 1828)
                  - J3 Mária; férje: Galánthay Fekete ? gróf
                  - J4 Júlia; férje: dénesfalvai cziráky Cziráky Antal gróf (1772 - 1852)
                  - J5 Ferenc (Elhunyt gyermekkorában, 1789. január 23-án. Temetés helye: Érd-óváros, Szent Mihály templom)

                - I3 Júlia; férje: gyarmaty Balassa János gróf (+1772)
                - I4 Mária Franciska, (1740 - 1817); férje: (1765) németújvári Batthyány József gróf (1737 - 1806)

          - F4 Zsófia; férje: Ocskay Ferenc

        - E2 Gáspár, Illésházai Illésházy gróf, (1593 - 1648); neje: bethlenfalvai Thurzó Ilona grófnő
          - F1 István; neje: tóthi Lengyel Erzsébet
            - G1 Éva

          - F2 Gábor; 1. neje: Divék-Újfalui Újfalussy Éva; 2.neje: Tarnowska Zsófia; 3.neje: rimaszécsi Széchy Éva grófnő
            - G1 Katalin; férje: (1661) németújvári Batthyány Pál gróf (1639 – 1674)
            - G2 László

          - F3 György, (+1684); neje: Gácsi Ghymes Forgách Mária (+1666)
            - G1 Ilona, (1646 - 1669); férje: (1661) Galánthay Esterházy Ferenc gróf (1641 - 1683)

          - F4 Katalin, (+1648); férje: iktári Bethlen Péter (+1646)

      - D2 Katalin, (1. házasságból) (*1575)
      - D3 György, (1. házasságból) (*1577)
      - D4 Brigitta, (1. házasságból)
      - D5 István, (2. házasságból) Illésházai Illésházy báró, Nádor, (*1541 - Bécs, 1609. május 5.); neje: (1582) Erdődy Pálffy Katalin (1542 - 1616)
      - D6 Zsófia, (2. házasságból) (*1547 - Galántha, 1599); férje: (1566) Galánthay Esterházy Ferenc (1533 - 1604)

  - B2 Margit; férje: Csorba Pál

## A család jelentősebb tagjai
- Illésházy Franciska
- Illésházy Gábor
- Illésházy Gáspár (1593-1648)
- Illésházy György
- Illésházy IX. István (1541-1609)
- Illésházy XI. István (1762-1838)
- Illésházy Jozefa
- Illésházy József (1700-1766)
- Illésházy Miklós (1653-1723)
- Illésházy II. Tamás
- Illésházy Zsófia (1547-1599)

## Album

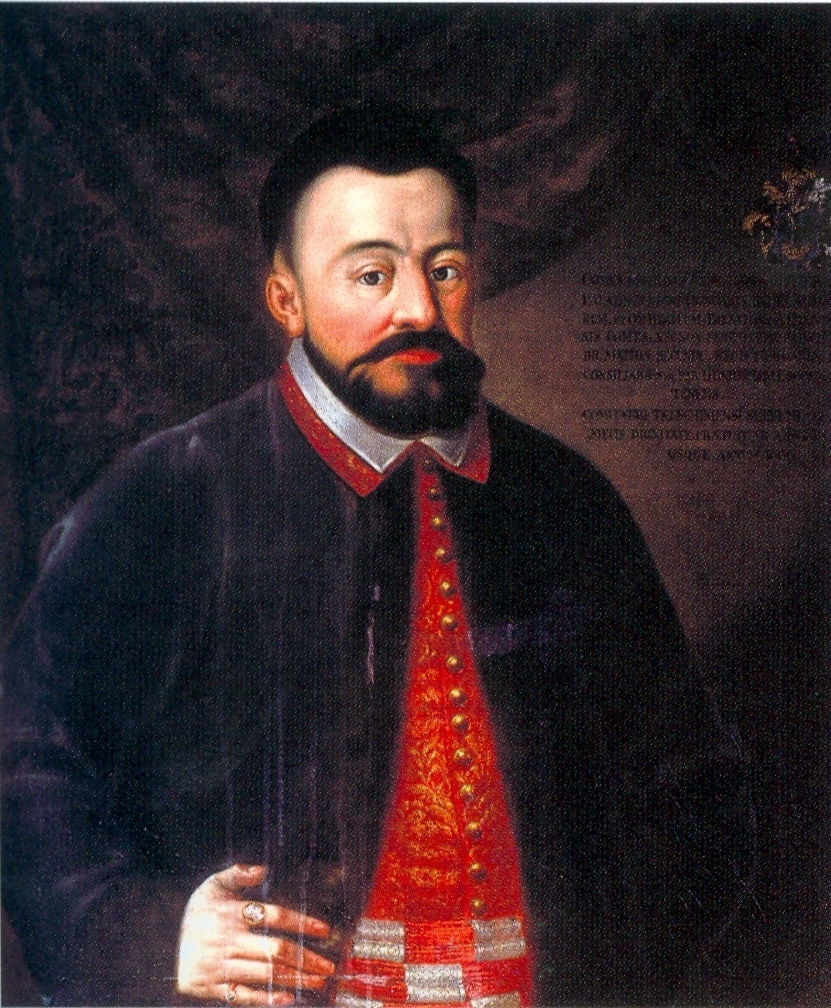
Illésházai gróf (korábban báró) Illésházy István  főispán, 1608 és 1609 között Magyarország nádora
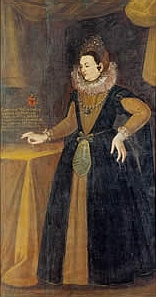
Illésházy Zsófia 16. évszázad, Esterházy Ferenc férje (1547-1599)
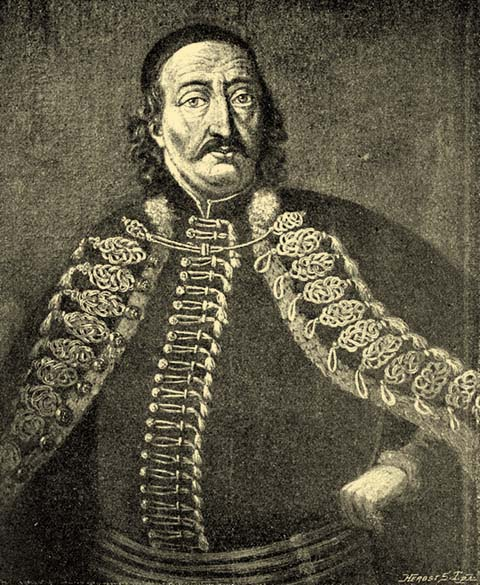
illésházai gróf Illésházy Miklós 18. század, származása révén Liptó és Trencsén vármegyék örökös főispánja. Olajfestmény
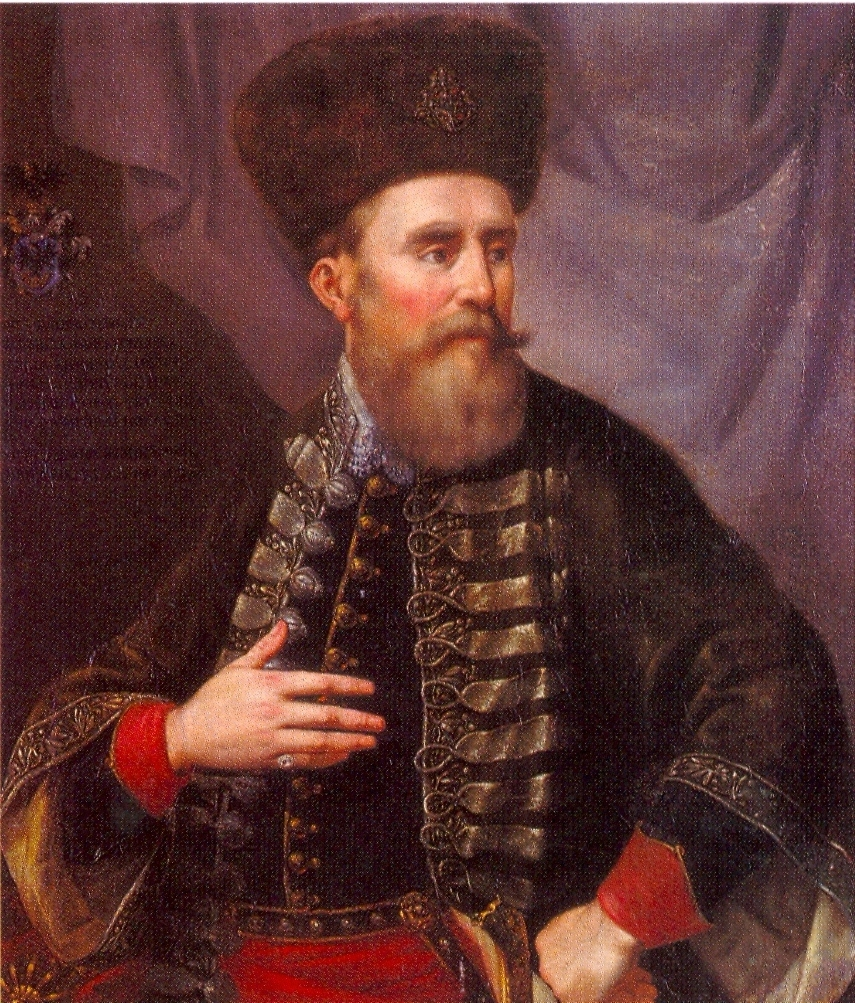
Illésházy Gábor, 1667 előtt Trencsén- és Liptó vármegye vármegyék örökös főispánja
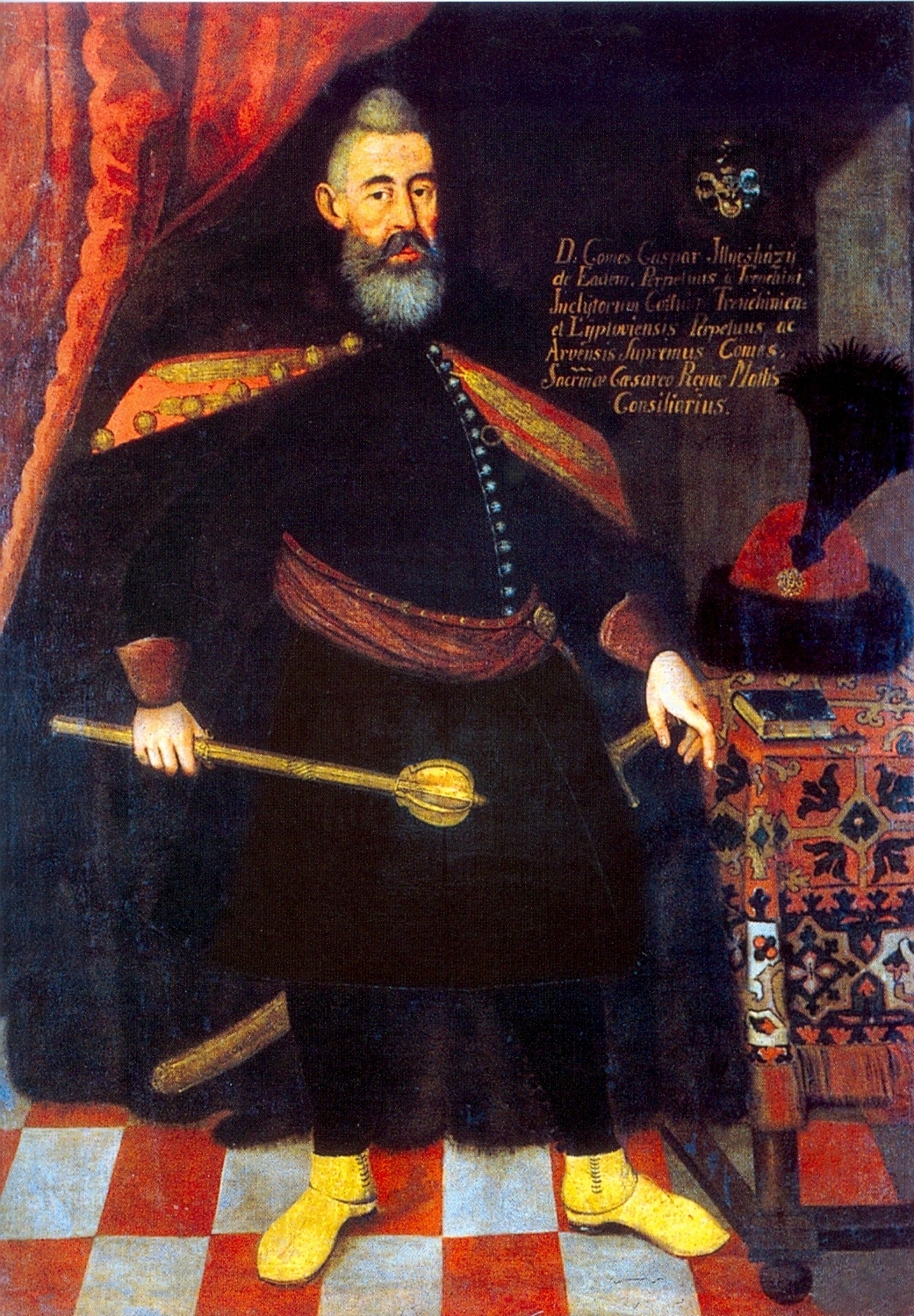
Illésházy Gáspár, 1648 előtt, Trencsén- és Liptó vármegye főispánja
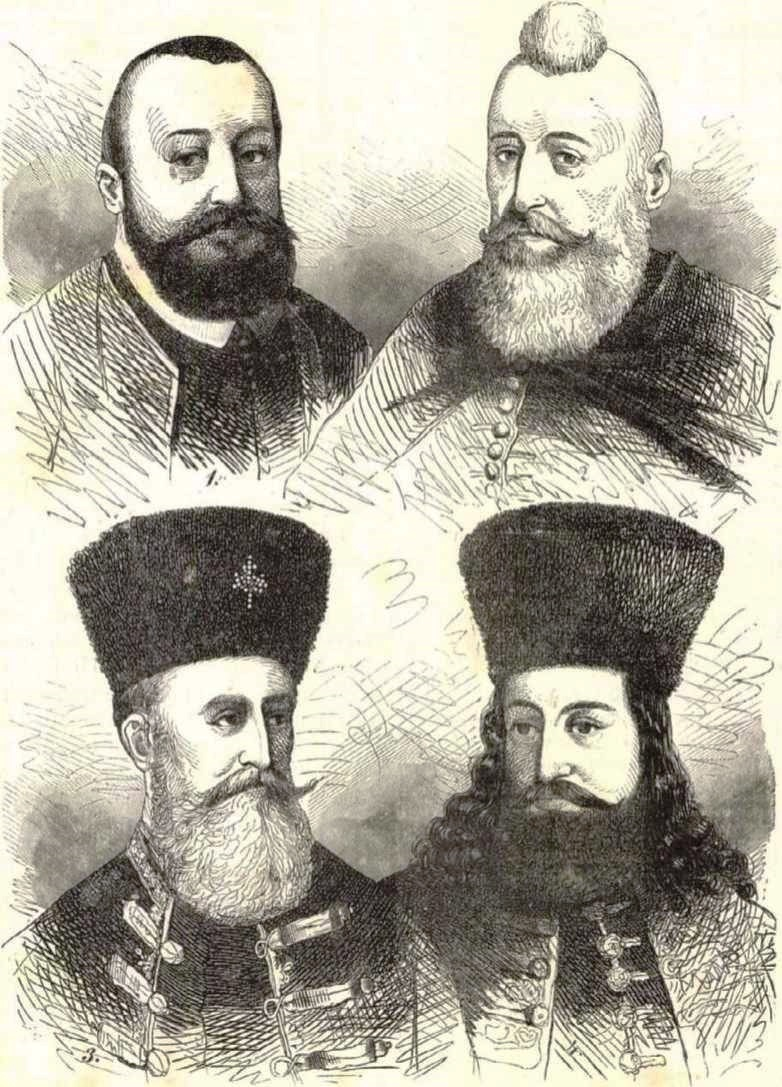
Gróf Illésházy 1. István, 2. Gáspár 3.  Gábor 4. György
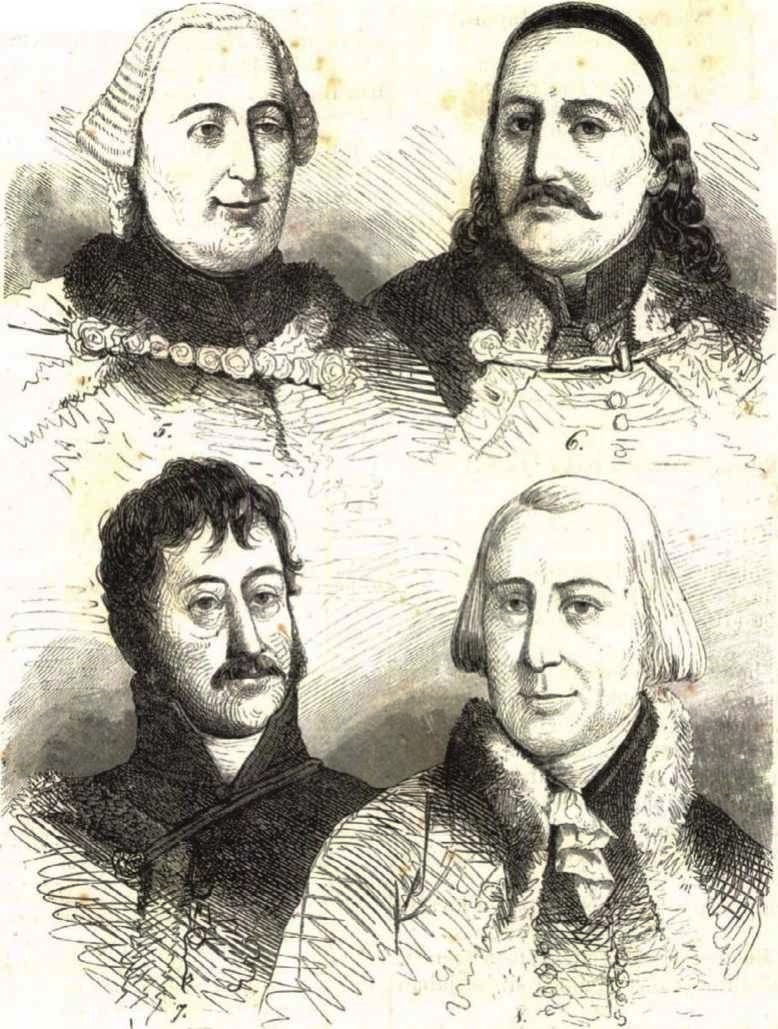
Gróf Illésházy 5. Miklós, főispán (1684-1723), 6. József, főispán (1723-1766) 7.  János, főispán (1766-1799) 8. István, az utolsó Illésházi
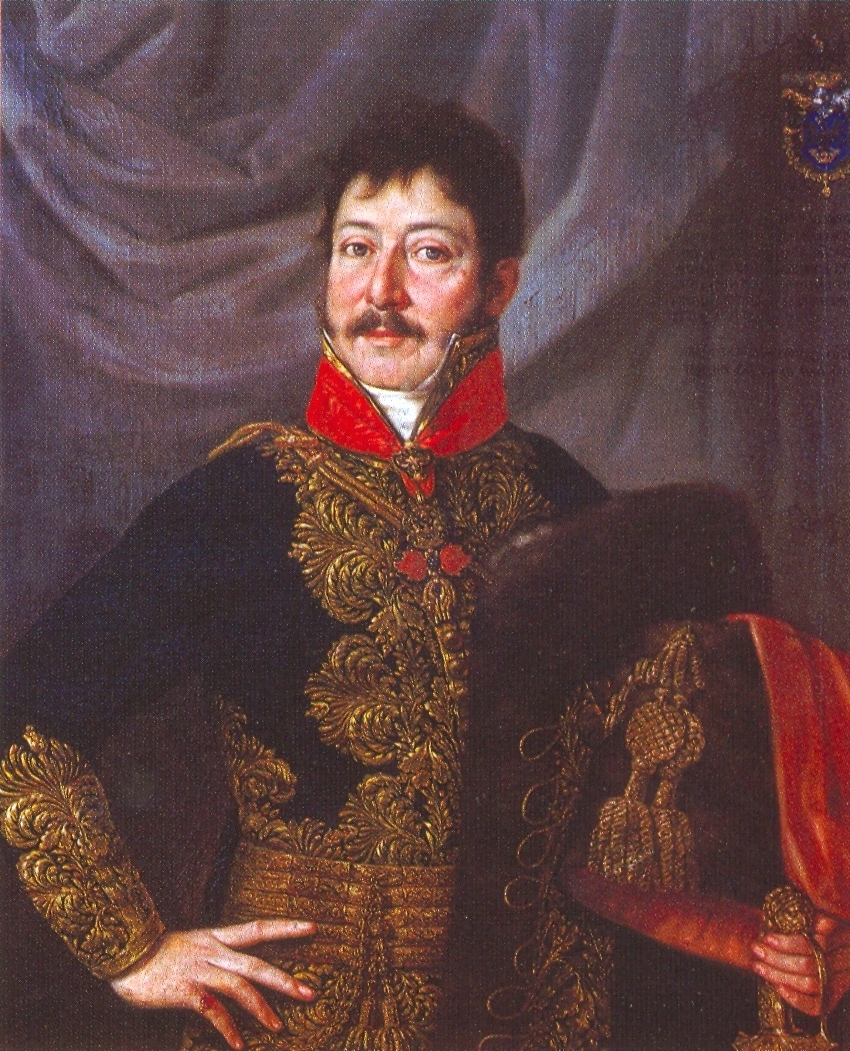
Illésházy István A nagybirtokos főúri Illésházy család utolsó sarja